# Bitwa pod Tagliacozzo
Bitwa pod Tagliacozzo – starcie zbrojne, które miało miejsce 23 sierpnia 1268 w trakcie walk władców niemieckich o władzę w Italii.
W roku 1268 Konradyn, 16-letni wnuk cesarza Fryderyka II, wyruszył z wojskiem za Alpy z zamiarem odzyskania dziedzictwa Staufów. W sierpniu 1268 w bitwie pod Tagliacozzo Konradyn poniósł klęskę w starciu z wojskami Karola Andegaweńskiego. Konradyn dostał się do niewoli, po czym w dniu 29 października został stracony publicznie na rynku w Neapolu.